# 苗栗縣縣長盃兒少權益宣導三對三籃球鬥牛賽
苗栗縣縣長盃兒少權益宣導三對三籃球鬥牛賽，是一項由苗栗縣政府舉辦，苗栗縣頑皮豹愛心社承辦的籃球運動賽事。